# 天罡拳
天罡拳，浙江拳術，為中國武術流派之一，2012年列入浙江省非物質文化遺產。

## 源流
天罡拳據傳为唐朝名將李靖所创，其子嗣遷居浙江建德時传下这門拳术，後在南宋時一名建德少年在少林寺出家為僧，也把這套拳法帶入少林。也有說法是元朝末年群雄张士诚、陈友谅失败後其部屬发配建德，史称的“九姓渔民”，而天罡拳也是他們所傳入。

## 介紹
天罡拳流傳于建德城鄉，據浙江省人民政府非物質文化遺產項目介紹，此拳術是依照道家的「 天罡北斗」理念所創，分為「上天罡」十八招及「下天罡」十八招，共三十六式，其風格可概括為「突出以守代攻、迂迴打鬥的實戰性，講究步法穩紮穩打，擅用斜身硬進、剛猛發拳」。

## 來源
1. 1 2 3  . 浙江省人民政府.   [2023-01-03]. （原始内容存档于2023-01-03）.
2. 1 2  胡晓琴. . 钱江晚报. 2015-04-10  [2023-01-03]. （原始内容存档于2023-01-03）.